# NGC 6918
NGC 6918 је спирална галаксија у сазвежђу Индијанац која се налази на NGC листи објеката дубоког неба.
Деклинација објекта је - 47° 28' 27" а ректасцензија 20h 30m 46,9s. Привидна величина (магнитуда) објекта NGC 6918 износи 13,6 а фотографска магнитуда 14,5. NGC 6918 је још познат и под ознакама ESO 234-40, FAIR 345, IRAS 20272-4738, PGC 64851.